# Gorno Tatechi
Gorno Tatechi (en macédonien Горно Татеши, en albanais Tateshi i Epërm) est un village du sud-ouest de la Macédoine du Nord, situé dans la municipalité de Struga. Le village comptait 1 148 habitants en 2002. Il est majoritairement albanais.

## Démographie
Lors du recensement de 2002, le village comptait :
- Albanais : 1 144 ;
- Macédoniens : 1 ;
- Roms : 1 ;
- Autres : 2.